# Сушине
Сушине су насељено место у саставу општине Ђурђеновац у Осјечко-барањској жупанији, Република Хрватска.

## Историја
До територијалне реорганизације у Хрватској налазиле су се у саставу старе општине Нашице.

## Становништво
попису становништва 2011. године, Сушине су имале 278 становника.

## Попис 1991.
На попису становништва 1991. године, насељено место Сушине је имало 372 становника, следећег националног састава:
| Попис 1991.‍  | Попис 1991.‍  | Попис 1991.‍ | Попис 1991.‍ | Попис 1991.‍ |
| ------------ | ------------ | ----------- | ----------- | ----------- |
|              |              |             |             |             |
| Хрвати       | Хрвати       |             | 251         | 67,47%      |
| Срби         | Срби         |             | 93          | 25,00%      |
| Југословени  | Југословени  |             | 15          | 4,03%       |
| Мађари       | Мађари       |             | 2           | 0,53%       |
| неопредељени | неопредељени |             | 7           | 1,88%       |
| регион. опр. | регион. опр. |             | 1           | 0,26%       |
| непознато    | непознато    |             | 3           | 0,80%       |
| укупно: 372  |              |             |             |             |